# Sejm zwyczajny pacyfikacyjny 1735
Sejm pacyfikacyjny 1735 – I Rzeczypospolitej, został zwołany 27 lipca 1735 roku do Warszawy.
Sejmiki przedsejmowe odbyły się: dobrzyński 16 sierpnia 1735 roku i kujawski 19 września 1735 roku. Marszałkiem Izby Poselskiej obrano Antoniego Ponińskiego, jako marszałka konfederacji warszawskiej.
Obrady sejmu trwały od 27 września do 8 listopada 1735 roku, 9 listopada przekształcone w obrady walnej rady konfederacji warszawskiej. 
Sejm został zerwany przez stronników Leszczyńskiego pod kierunkiem podkomorzego dobrzyńskiego Antoniego Zboińskiego oraz kasztelana czerskiego Kazimierza Rudzieńskiego, nie uchwalił konstytucji..